# Sicyonia galeata
Sicyonia galeata är en kräftdjursart som beskrevs av Lipke Bijdeley Holthuis 1952. Sicyonia galeata ingår i släktet Sicyonia och familjen Sicyoniidae. Inga underarter finns listade i Catalogue of Life.